# Cyrille Toumanoff
Cyrille Toumanoff (en géorgien : კირილ თუმანოვი, Kiril Toumanovi, en russe : Кириллъ Львович Туманов), né le 13 octobre 1913 à Saint-Pétersbourg, mort le 4 février 1997 à Rome, est un historien russo-géorgien spécialisé dans la généalogie et l’histoire de la Géorgie et de l’Arménie.

## Biographie
Cyrille Toumanoff est né à Saint-Pétersbourg d'un père issu de la famille princière arméno-géorgienne des Toumanian-Toumanichvili, princes de Satoumanischvilo qui exerçaient la charge de « protonotaires collégiaux » à la cour de Tiflis et d’une mère russe. Il quitte la Russie avec sa mère lors de la Révolution de 1917. La famille s’établit dans un premier temps à Paris puis émigre aux États-Unis en 1928. Cyrille Toumanoff intègre  la Lennox School de garçon dont il est diplômé en  1931 puis Harvard. Ses professeurs John Insley Coddington et Robert Pierpont Blake lui permettent financièrement de se rendre à Bruxelles étudier l'Arménologie avec Nicolas Adontz puis à  Berlin, où il étudie le  géorgien avec Michael Tsereteli.
Il obtient un doctorat à l’Université de Georgetown (Washington DC) en 1943 et y enseigne jusqu’à sa retraite, comme professeur honoraire en 1970. Autorité reconnue sur les questions nobiliaires et dynastiques, il s’était spécialisé dans la généalogie des familles princières du Caucase chrétien. Le Prince Toumanoff était également consultant historique de l’ordre souverain de Malte dont il était chevalier.
En ce qui concerne ses études sur la Géorgie ; des critiques contemporains
comme David Braund reprochent à Cyrille Toumanoff de presque toujours privilégier les Chroniques géorgiennes qu’il considère préférables à des sources étrangères (latines, byzantines, arméniennes, arabes, etc.) susceptibles selon lui d’être moins bien informées ou victimes de confusion alors même que les discordances avec la tradition géorgienne sont inconciliables

## Publications
- (en) On the Relationship between the Founder of the Empire of Trebizond and the Georgian Queen Thamar, Speculum, 15 (1940).
- (en) Medieval Georgian Historical Literature (VIIth-XVth Centuries), Traditio 1 (1943).
- (en) The old Manuscript of the Georgian Annals: The Queen Anne Codex (QA) 1479-1495 Traditio 5 (1947)
- (en) The Early Bagratids. remarks in connexion vith some recent publications, Le Museon 62 (1949).
- (en) The Fifteenth-Century Bagratids and the institution of Collegial Sovereignty in Georgia, Traditio 7 (1949-1951)
- (en) Christian Caucasia between Byzantium and Iran. New light from Old Sources, Traditio 10 (1954).
- (fr) La noblesse géorgienne sa genèse et sa structure, Rivista Araldica, Sett (1956).
- (en) Chronology of the Kings of Abasgia and other problems, Le Museon,69 (1956)
- (en) Caucasia and Byzantine studies, Traditio 12 (1956)
- (en) The Bagratids of Iberia from the Eight to the Eleven Century, Le Museon 74 (1961)
- (en) The dates of the Pseudo-Moses of Chorence, Handes Amsorya,75 (1961)
- (en) Studies in Christian Caucasian History, Georgetown University Press, (1963).
- (en) The Cambridge Medieval History IV cap XIV "Armenia and Georgia", nouv.éd 1966.
- (en) Chronology of the Early Kings of Iberia, article dans Traditio 25 (1969)
- (en) The Mamikonids and the Liparitids, Armeniaca Venise (1969).
- (en) The Third-Century Armenian Arsacids: A chronological and Genealogical Commentary, Revue des études arméniennes no 6 (1969) pages 233 à 281.
- (en) Caucasia and Byzantium, Traditio,27 (1971)
- (fr) L’Ordre de Malte dans l’Empire de Russie : Grand-Prieuré Catholique de Russie, Rivista Araldica, Maggio-Giugno (1973)
- (fr) Manuel de généalogie et de chronologie pour l’histoire de la Caucasie chrétienne (Arménie, Géorgie, Albanie), Éd. Aquila, Rome, (1976).
- (fr) Aransahikides ou Haykides ? Derniers rois de Siounie, Handes Amsorya (1976)
- (fr) Les Maisons Princières Géorgiennes de l’Empire de Russie, Rome, (1983).
- (en) The Albanian Royal Succession, Le Museon 97 (1984).
- (en) The Social Myth: Introduction to Byzantinism, Viella libreria editrice, Rome (1984).
- (en) Heraclids and the Arsacids, revue des études arméniennes no 19 (1985).
- (en) Problems of Aransahikid Genealogy, Le Museon 98 (1985).
- (fr) Les dynasties de la Caucasie chrétienne de l’Antiquité jusqu’au XIXe siècle ; Tables généalogiques et chronologiques, Rome, 1990.